# Безабде
Безабде (курд. Bazide) — город-крепость на территории Кордуенского царства, близ границы с Восточной Римской империей.  
Часто упоминается в связи с римско-персидскими войнами IV века н.э. В 360 году дважды осаждался, о чём подробно рассказано Аммианом Марцеллином. Сасаниды во главе с Шапуром II захватили город, несмотря на непреклонное сопротивление трех римских легионов лучников. Римская контратака под предводительством Констанция II провалилась, но город вернулся в римские руки после ухода сасанидов. Безабде был передан сасанидам по мирному договору 363 года, после чего исчез из исторических записей.

Считается, что население города мигрировало в новое поселение на берегу Тигра, известное ныне как Джизре. Джеймс Кроу отмечает: 
«Раньше считалось, что Безабде был расположен недалеко от современного Джизре, на западном берегу Тигра. Однако археологические изыскания обнаружили крупный позднеримский объект в Эски-Хендеке, в 13 км (8 милях) к северо-западу от Джизре. Очертания города трапециевидные и выровнены над рекой. Можно видеть, что он разделен на два отдельных корпуса, с пристройкой к западу и четкими следами выступающих башен и нескольких оборонительных сооружений».